# Windows Neptune
Windows Neptune är en experimentell version av Microsoft Windows som utvecklades mellan juli och december 1999. Målet var att visa idéer för ett operativsystem för hemanvändare från samma källa som NT-baserade Windows 2000 som främst utvecklades för företagsanvändande, och som ersatte de DOS-baserade Windows 9x-operativsystemen. När Windows 2000 släpptes gick Neptune- och Windows 2000-teamet ihop för att arbeta på "Whistler"-projektet som släpptes i slutet av 2001 som Windows XP, och Microsoft tillverkade 1999 ännu ett DOS-baserat operativsystem för hemanvändare vid namn Windows Me.

## Funktioner
Vissa av ändringarna som introducerades i Neptune-bygget, såsom en inte helt utvecklad Internet-brandvägg för nätverksanslutningar, integrerades senare i Windows XP som Internet Connection Firewall, och fick senare namnet Windows-brandväggen. Det experimenterades med ett gränssnitt som kallades Activity Center.
Det är känt att det finns två byggen av Neptune - bygge 5000 (läcktes till väldigt få personer), och bygge 5111 från den 27 december 1999, som är den mest spridda kopian. Först gjordes det gällande att "Neptune" var den första grundsten för det som senare blev Windows XP. Faktum var att Windows Neptune snarare var en annan version av Windows 2000 eftersom Neptune bygger vidare på Windows 2000-komponenter och program. Istället var det Whistler Build 2202 i februari 2000 som kom att bilda en första grund för Windows XP.

## Komponenter
De är DirectX 7 och Internet Explorer 5.01. DirectX 7 är uppgraderingsbart till DirectX 9.0c och Internet Explorer 5.01 till Internet Explorer 6 SP1.

## Utökning
Windows Neptune bygge 5111 innehöll alla av de komponenter som finns i Windows 2000, inklusive DirectX 7 och Internet Explorer 5.5.